# Sæd (Stabelholm)
 For alternative betydninger, se Sæd (flertydig). (Se også artikler, som begynder med Sæd)
Sæd (dansk) eller Seeth (tysk) er en landsby og kommune i det nordlige Tyskland under Kreis Nordfriesland i delstaten Slesvig-Holsten. Byen er beliggende fem kilometer øst for Frederiksstad på gestryggen i landskabet Stabelholm. Sæds byvåben viser en typisk stabelholmsk bondeklokke.
I Sæd findes med saksergården, haubargen og den slesvigske gård gårdtyper fra både syd, vest og nord. Med hensyn til byggeskik kan området altså kaldes for et overgangsområde mellem de forskellige gårdtyper. Haubargen, som ellers er kendetegnede for Ejdersted, er fra 1825.
Kommunen samarbejder på administrativt plan med andre kommuner i Nordsø-Trene kommunefællesskab (Amt Nordsee-Treene).

## Historie
Stabelholm led i middelalderen meget under oversvømmelser, især efter 1338, og to marsksogne, Sankt Johannes syd for Svavsted og Dornebøl sydøst for Sønderhøft, skal være gået helt til grunde og befolkningen flyttet op på gest-randen henholdsvis i syd og nord. Derved skulle to byer, hvoraf den ene var Sæd, være opstået.

## Billeder
- Haubarg (Jacobsenhaus)
- Sønderjysk / Slesvigsk gård (Haus Stamp)
- Hallehus / Saksergård (Haus Mnich)